# Hydroglyphus kalaharii
Hydroglyphus kalaharii is een keversoort uit de familie waterroofkevers (Dytiscidae). De wetenschappelijke naam van de soort is voor het eerst geldig gepubliceerd in 1982 door Pederzani.